# 요코하마 아레나
요코하마 아레나(일본어: 横浜アリーナ, よこはまアリーナ, Yokohama Arena)은 일본 가나가와현 요코하마시에 있는 실내 경기장이다. 1989년 4월 1일에 개장.

## NBA경기
| 날짜            | 팀1                       | 스코어    | 팀2                       |
| --------------- | ------------------------- | --------- | ------------------------- |
| 1992년 11월 6일 | 시애틀 슈퍼소닉스         | 111 - 94  | 휴스턴 로키츠             |
| 1992년 11월 7일 | 휴스턴 로키츠             | 85 - 89   | 시애틀 슈퍼소닉스         |
| 1994년 11월 4일 | 포틀랜드 트레일블레이저스 | 121 - 100 | 로스앤젤레스 클리퍼스     |
| 1994년 11월 5일 | 로스앤젤레스 클리퍼스     | 95 - 112  | 포틀랜드 트레일블레이저스 |

## 교통
- 도카이도 신칸센, 요코하마 선 신요코하마역 북쪽 출구에서 도보 5 분.
- 요코하마 시 교통국 지하철 블루 라인 신요코하마역 6번 출구에서 도보 4 분.